# The Bouquet (film 1910)
The Bouquet è un cortometraggio muto del 1910. Il nome del regista non viene riportato nei crediti.

## Produzione
Il film fu prodotto dalla Essanay Film Manufacturing Company.

## Distribuzione
Distribuito dalla General Film Company, il film - un cortometraggio di 207 metri - uscì nelle sale cinematografiche USA il 29 ottobre 1910. Nelle proiezioni, veniva programmato con il sistema dello split reel, accorpato in un'unica bobina con un altro cortometraggio prodotto dall'Essanay, la commedia Hank and Lank: They Take a Rest.